# Panicum jauanum
Panicum jauanum là một loài thực vật có hoa trong họ Hòa thảo. Loài này được Davidse mô tả khoa học đầu tiên năm 1976.